# Žitného jeskyně
Žitného jeskyně leží v levém svahu Křtinského údolí v Moravském krasu. Je nazvána po revírníku A. Žitném, který se roku 1883 účastnil práce prehistorické komise vídeňské Akademie věd. Její význam spočívá v nálezech prehistorického osídlení.